# Radicaal 189
Van de in totaal 214 Kangxi-radicalen heeft radicaal 189 de betekenis lang en hoog. Het is een van de acht radicalen die bestaat uit tien strepen.
In het Kangxi-woordenboek zijn er 189 karakters die dit radicaal gebruiken.

## Karakters met het radicaal 189

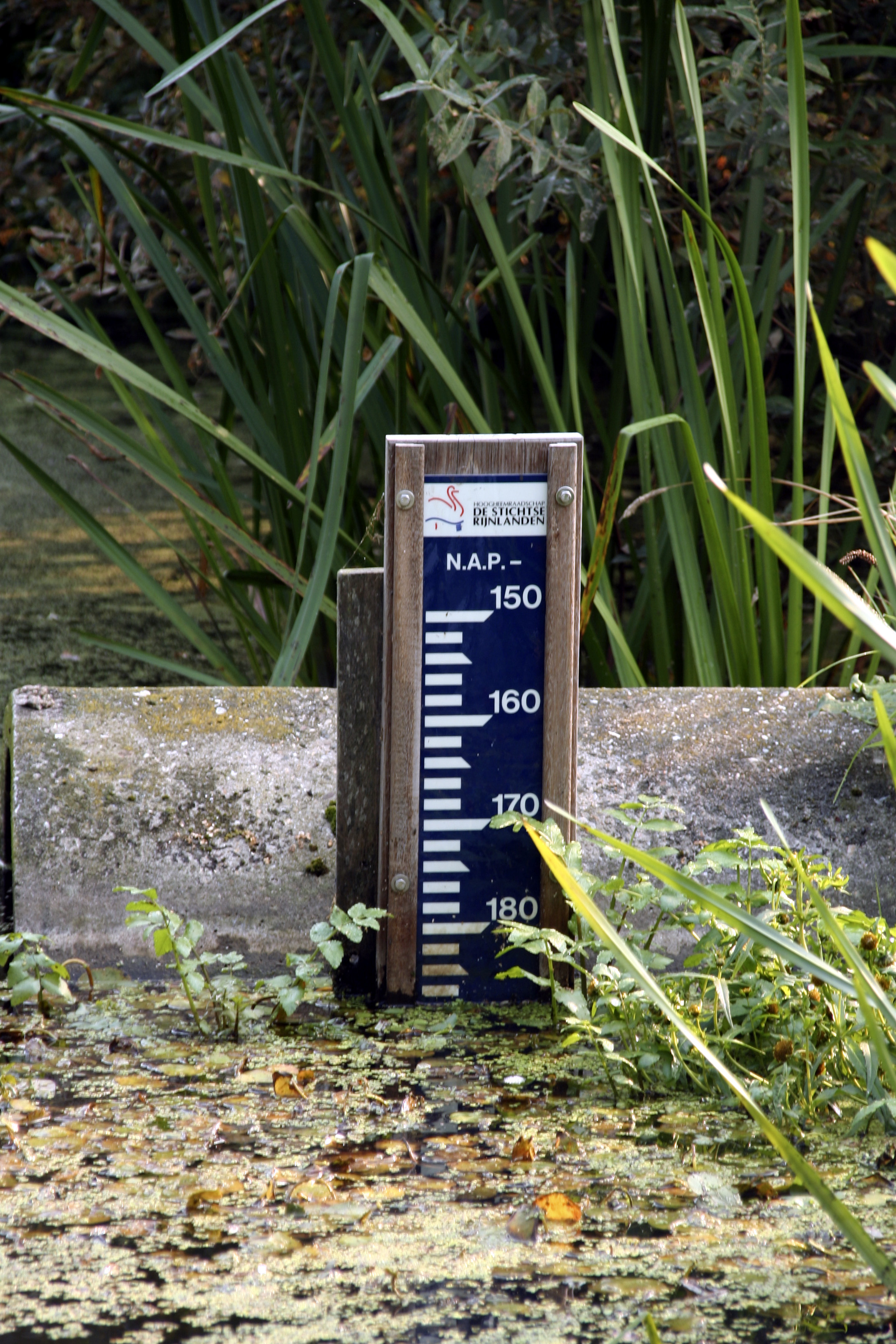
Waterhoogtemeting

| Strepen | Karakter |
| ------- | -------- |
| + 0     | 高 髙    |
| + 2     | 䯧       |
| + 4     | 髚       |
| + 5     | 髛       |
| + 8     | 髜       |
| + 9     | 䯪       |
| + 12    | 髝       |
| + 13    | 髞       |

Orakelbotkarakter
Bronskarakter
Groot zegelkarakter
Klein zegelkarakter